# Soboliwka (obwód odeski)
Soboliwka (ukr. Соболівка) – wieś na Ukrainie, w obwodzie odeskim, w rejonie podolskim. W 2001 liczyła 690 mieszkańców, spośród których 598 posługiwało się językiem ukraińskim, 44 rosyjskim, 41 mołdawskim, 2 bułgarskim, 2 białoruskim, 2 ormiańskim, a 1 innym.